# 流通団地 (越谷市)
流通団地（りゅうつうだんち）は、埼玉県越谷市の町名。現行行政地名は流通団地一丁目から四丁目。住居表示未実施地区。郵便番号は343-0824。

## 地理
埼玉県の東部地域で、越谷市の中央部に位置する。四丁目には越谷貨物ターミナル駅があり、全域が工業地域となっていてほぼ工場や物流施設で占められ、住宅は皆無である。西の境界を葛西用水（東京葛西用水）が流れ、東の境界を八条用水が流れる。「団地」の付く地名は、埼玉県内では和光市の西大和団地および諏訪原団地のみである。

## 歴史

### 年表
- 1983年（昭和58年）3月16日 - 大成町四丁目の全域と相模町一丁目・四丁目の各一部から流通団地一丁目〜四丁目が成立[5]。
- 1984年（昭和59年）3月21日 - 地内に越谷総合食品地方卸売市場が開場する[6][7]。
- 2006年（平成18年）11月20日 - 地内に新越谷郵便局が開局する。

## 世帯数と人口
2023年（令和5年）1月1日現在の世帯数と人口は以下の通りである。全域が工業地帯であるため人口が極めて少なく、特に二丁目は統計上の世帯数・人口はともにゼロになっている。
| 丁目           | 世帯数 | 人口 |
| -------------- | ------ | ---- |
| 流通団地一丁目 | 9世帯  | 9人  |
| 流通団地三丁目 | 2世帯  | 2人  |
| 流通団地四丁目 | 5世帯  | 5人  |
| 計             | 16世帯 | 16人 |

## 小・中学校の学区
市立小・中学校に通う場合、学区（校区）は以下の通りとなる。
| 丁目           | 番地 | 小学校             | 中学校               |
| -------------- | ---- | ------------------ | -------------------- |
| 流通団地一丁目 | 全域 | 越谷市立西方小学校 | 越谷市立大相模中学校 |
| 流通団地二丁目 | 全域 | 越谷市立西方小学校 | 越谷市立大相模中学校 |
| 流通団地三丁目 | 全域 | 越谷市立西方小学校 | 越谷市立大相模中学校 |
| 流通団地五丁目 | 全域 | 越谷市立西方小学校 | 越谷市立大相模中学校 |

## 交通
地内をJR東日本武蔵野線が通るが、貨物駅である越谷貨物ターミナル駅があるものの、旅客駅は設置されていない。

### 道路
- 埼玉県道・千葉県道52号越谷流山線
- 第一新田ガード

## 施設
地内は工場や物流倉庫が多数所在している。
- 越谷貨物ターミナル駅 - 所在地は南越谷二丁目、敷地の東端を流通団地の区域がかすめる。
- 越谷総合食品地方卸売市場（越谷市場）
- 新越谷郵便局
- 越谷流通公園
  - 流通公園サッカー場